# Amors Hjælpetropper
Amors Hjælpetropper er en stumfilm, der er instrueret af Hjalmar Davidsen.